# 모이라 델라 토레
모이라 레이첼 부스타만테 크루사도 델라 토레(Moira Rachelle Bustamante Cruzado Dela Torre, 1993년 11월 4일 ~ )는 필리핀의 가수이다.